# Hannsdorfer Bergland

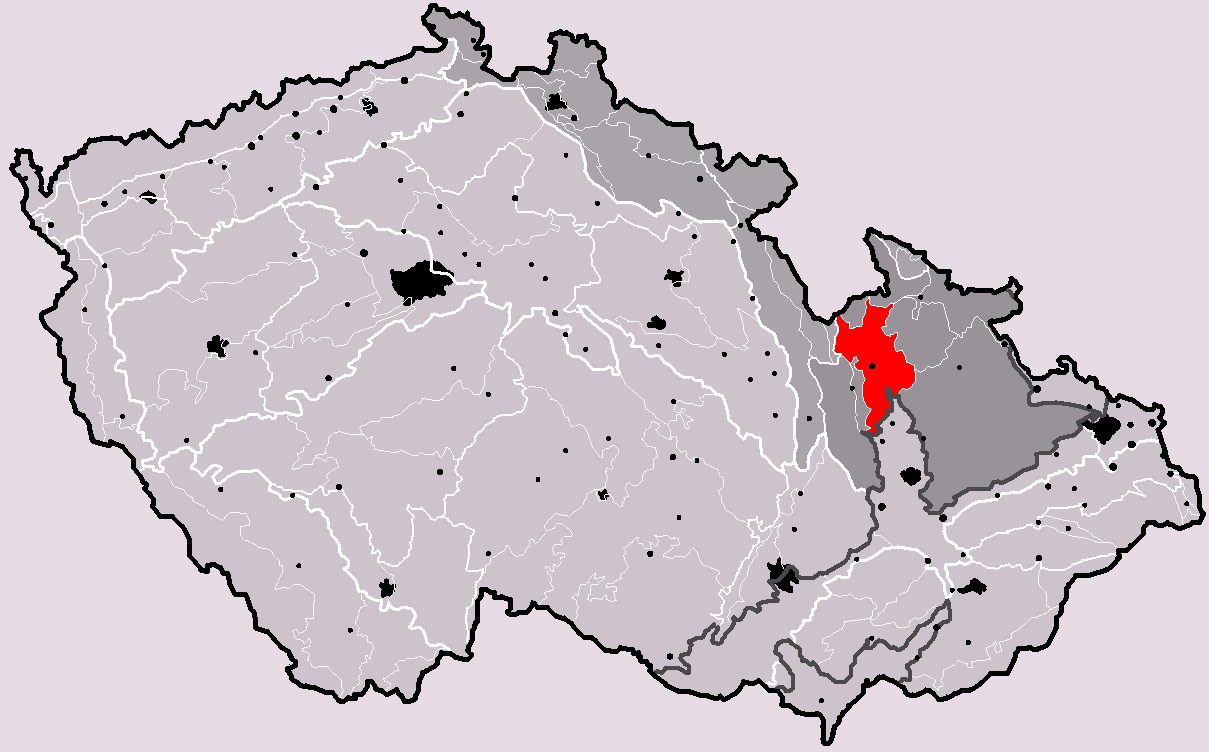
Hannsdorfer Bergland innerhalb der Geomorphologischen Einteilung Tschechiens

Das Hannsdorfer Bergland (tschechisch Hanušovická vrchovina) ist Gebirgszug der Ostsudeten in Tschechien, der sich von der
namensgebenden Stadt Hanušovice (Hannsdorf) nach Westen und Südwesten erstreckt. 

## Geographie
Nach Norden wird das Hannsdorfer Bergland durch das Tal der March vom Glatzer Schneegebirge getrennt. Östlich erhebt sich das Altvatergebirge. Westlich bildet die Grulicher Furche (Králická brázda) die natürliche Abgrenzung zum Adlergebirge. Im Südwesten schließt sich das Hohenstädter Bergland (Zábřežská vrchovina) an. Gegen Südosten geht es aus dem Schönberger Kessel in die Müglitzer Furche (Mohelnická brázda) über. Das Bergland nimmt eine Fläche von 793 km² ein.  Die mittlere Höhe beträgt 527,2 m.
Durch das Hannsdorfer Bergland führt die Europäische Hauptwasserscheide zwischen Nordsee und Schwarzem Meer. In ihm entspringen die Stille Adler und die Oskava. Größte Flüsse sind die March und die Desná.
Die höchste Erhebung ist mit 1003 m Seehöhe der Jeřáb (Ebereschberg), bekannter ist der 769 m hohe Wallfahrtsberg Hora Matky Boží (Muttergottesberg), auch Mariánský kopec, bei Králíky. Weitere Berge sind u. a.:
- Bouda (956 m)
- Kamenec (914 m)
- Čečel (839 m)
- Rabštejn (803 m)
- Křížová hora (735 m)

## Geologie
Der Gebirgszug gliedert sich in die Untereinheiten Goldensteiner Bergland (Branenská vrchovina), Rabenseifener Bergland (Hraběšická vrchovina), Schönberger Kessel (Šumperská kotlina) und Ausseer Bergland (Úsovská vrchovina).
Das Bergland besteht überwiegend aus kristallinem Schiefer.